# Cantone di Nogent
Il Cantone di Nogent è una divisione amministrativa dell'Arrondissement di Chaumont e dell'Arrondissement di Langres.
A seguito della riforma approvata con decreto del 17 febbraio 2014, che ha avuto attuazione dopo le elezioni dipartimentali del 2015, è passato da 16 a 29 comuni.

## Composizione
I 16 comuni facenti parte prima della riforma del 2014 erano:
- Ageville
- Biesles
- Esnouveaux
- Is-en-Bassigny
- Lanques-sur-Rognon
- Louvières
- Mandres-la-Côte
- Marnay-sur-Marne
- Ninville
- Nogent
- Poinson-lès-Nogent
- Poulangy
- Sarcey
- Thivet
- Vesaignes-sur-Marne
- Vitry-lès-Nogent

Dal 2015 i comuni appartenenti al cantone sono i seguenti 29:
- Ageville
- Andilly-en-Bassigny
- Bannes
- Biesles
- Bonnecourt
- Changey
- Charmes
- Cuves
- Dampierre
- Esnouveaux
- Forcey
- Lanques-sur-Rognon
- Louvières
- Mandres-la-Côte
- Marnay-sur-Marne
- Neuilly-l'Évêque
- Ninville
- Nogent
- Orbigny-au-Mont
- Orbigny-au-Val
- Plesnoy
- Poinson-lès-Nogent
- Poiseul
- Poulangy
- Rolampont
- Sarcey
- Thivet
- Vesaignes-sur-Marne
- Vitry-lès-Nogent